# Good Hope, Georgia
Good Hope är en ort i Walton County, Georgia, USA.